# Comuna Bobov Dol, Kiustendil
Obștina Bobov Dol (comuna Bobov Dol; în bulgară Община Бобов дол) este o unitate administrativă în regiunea Kiustendil din Bulgaria. Cuprinde un număr de 18 localități. Reședința sa este orașul Bobov Dol. Localități componente:

## Localități
- Babino
- Babinska Reka
- Blato
- Bobov Dol
- Golema Fucia
- Golemo Selo
- Goliam Vărbovnik
- Gorna Koznița
- Dolistovo
- Korkina
- Lokvata
- Mala Fucia
- Mali Vărbovnik
- Malo Selo
- Mlamolovo
- Novoseliane
- Paniciarevo
- Șatrovo

## Demografie
Componența etnică a comunei Bobov Dol
     Romi (3,19%)
     Bulgari (89,13%)
     Nicio identificare (6,72%)
     Altele (1,27%)
La recensământul din 2011, populația comunei Bobov Dol era de 9.067 locuitori. Din punct de vedere etnic, majoritatea locuitorilor (89,13%) erau bulgari, cu o minoritate de romi (3,19%). Pentru 6,72% din locuitori nu este cunoscută apartenența etnică.